# Grand Prix Słowenii na żużlu
Grand Prix Słowenii w sporcie żużlowym to zawody z cyklu żużlowego Grand Prix.
Zawody o Wielką Nagrodę Słowenii pojawiły się w kalendarzu Grand Prix po raz pierwszy w 2002, kiedy to zwiększono liczbę eliminacji z sześciu do dziesięciu.
W 2006 po raz pierwszy odbyła się runda po dobudowaniu blaszanego dachu nad trybuną główną. Dźwięk, zamiast uchodzić na zewnątrz stadionu, odbija się od dachu i wraca na trybuny. Jest to uciążliwe dla widzów słuchających relacji radiowych: stanowiska komentatorskie znajdują się pod blaszanym dachem, a słuchacz słyszy pogłos.

## Podium
| Lp.        | Sezon | Miejscowość | Stadion          | Szczegóły |                  |                  |                 |
| ---------- | ----- | ----------- | ---------------- | --------- | ---------------- | ---------------- | --------------- |
| 1. (46.)   | 2002  | Krško       | im. Matije Gubca | wyniki    | Ryan Sullivan    | Tomasz Gollob    | Mark Loram      |
| 2. (57.)   | 2003  | Krško       | im. Matije Gubca | wyniki    | Leigh Adams      | Nicki Pedersen   | Scott Nicholls  |
| 3. (68.)   | 2004  | Krško       | im. Matije Gubca | wyniki    | Tony Rickardsson | Greg Hancock     | Hans Andersen   |
| 4. (73.)   | 2005  | Krško       | im. Matije Gubca | wyniki    | Tony Rickardsson | Nicki Pedersen   | Matej Žagar     |
| 5. (80.)   | 2006  | Krško       | im. Matije Gubca | wyniki    | Nicki Pedersen   | Jason Crump      | Tomasz Gollob   |
| 6. (99.)   | 2007  | Krško       | im. Matije Gubca | wyniki    | Nicki Pedersen   | Scott Nicholls   | Rune Holta      |
| 7. (101.)  | 2008  | Krško       | im. Matije Gubca | wyniki    | Tomasz Gollob    | Nicki Pedersen   | Hans Andersen   |
| 8. (120.)  | 2009  | Krško       | im. Matije Gubca | wyniki    | Emil Sajfutdinow | Rune Holta       | Tomasz Gollob   |
| 9. (166.)  | 2013  | Krško       | im. Matije Gubca | wyniki    | Jarosław Hampel  | Tai Woffinden    | Tomasz Gollob   |
| 10. (189.) | 2015  | Krško       | im. Matije Gubca | wyniki    | Greg Hancock     | Tai Woffinden    | Peter Kildemand |
| 11. (193.) | 2016  | Krško       | im. Matije Gubca | wyniki    | Peter Kildemand  | Jason Doyle      | Chris Holder    |
| 12. (204.) | 2017  | Krško       | im. Matije Gubca | wyniki    | Martin Vaculík   | Fredrik Lindgren | Patryk Dudek    |
| 13. (223.) | 2018  | Krško       | im. Matije Gubca | wyniki    | Patryk Dudek     | Jason Doyle      | Greg Hancock    |
| 14. (227.) | 2019  | Krško       | im. Matije Gubca | wyniki    | Bartosz Zmarzlik | Martin Vaculík   | Leon Madsen     |

## Najwięcej razy w finale Grand Prix Słowenii
| Miejsce | Imię i nazwisko        | 1. miejsce | 2. miejsce | 3. miejsce | 4. miejsce | Razem |
| ------- | ---------------------- | ---------- | ---------- | ---------- | ---------- | ----- |
| 1.      | Nicki Pedersen         | 2          | 3          | 0          | 2          | 7     |
| 2.      | Tony Rickardsson       | 2          | 0          | 0          | 1          | 3     |
| 3.      | Tomasz Gollob          | 1          | 1          | 3          | 1          | 6     |
| 4.      | Greg Hancock           | 1          | 1          | 1          | 0          | 3     |
| 5.      | Martin Vaculík         | 1          | 1          | 0          | 0          | 2     |
| 6.      | Patryk Dudek           | 1          | 0          | 1          | 1          | 3     |
| 7.      | Peter Kildemand        | 1          | 0          | 1          | 0          | 2     |
| 8.      | Ryan Sullivan          | 1          | 0          | 0          | 0          | 1     |
| 8.      | Leigh Adams            | 1          | 0          | 0          | 0          | 1     |
| 8.      | Emil Sajfutdinow       | 1          | 0          | 0          | 0          | 1     |
| 8.      | Jarosław Hampel        | 1          | 0          | 0          | 0          | 1     |
| 8.      | Bartosz Zmarzlik       | 1          | 0          | 0          | 0          | 1     |
| 13.     | Tai Woffinden          | 0          | 2          | 0          | 1          | 3     |
| 13.     | Jason Doyle            | 0          | 2          | 0          | 1          | 3     |
| 15.     | Scott Nicholls         | 0          | 1          | 1          | 0          | 2     |
| 15.     | Rune Holta             | 0          | 1          | 1          | 0          | 2     |
| 17.     | Jason Crump            | 0          | 1          | 0          | 2          | 3     |
| 18.     | Fredrik Lindgren       | 0          | 1          | 0          | 1          | 2     |
| 19.     | Hans Andersen          | 0          | 0          | 2          | 0          | 2     |
| 20.     | Mark Loram             | 0          | 0          | 1          | 0          | 1     |
| 20.     | Matej Žagar            | 0          | 0          | 1          | 0          | 1     |
| 20.     | Chris Holder           | 0          | 0          | 1          | 0          | 1     |
| 20.     | Leon Madsen            | 0          | 0          | 1          | 0          | 1     |
| 24.     | Andreas Jonsson        | 0          | 0          | 0          | 3          | 3     |
| 25.     | Niels Kristian Iversen | 0          | 0          | 0          | 1          | 1     |